# Музей Комсомольського рудоуправління та міста Комсомольське
Музей Комсомольського рудоуправління та міста Комсомольське — музей, заснований 1974 року в місті Кальміуське Донецької області України.

## Історія
Заснований 1974 року в Комсомольському (з 2016 — Кальміуське) Донецької області. Першим директором музею працював Олексій Васильович Анікєєв. Відкрито на честь 40-річчя гірничодобувного заводу.
З 2002 року по 2006 рік директор музею — Панюта Павло Петрович.[джерело?]

## Експозиція
Зібрати експонати допоміг директор музею Олексій Васильович Анікєєв. В експозиції музею є документи й фотографії, присвячені історії міста. У музеї зберігаються 2000 фотографій[джерело?].
В експозиції музею розповідається про:
- учасників німецько-радянської війни;
- учасників експедиції на Чорнобильську АЕС.

Серед експонатів також є моделі предметів, виготовлених у Кальміуському, серед яких:
- Екскаваторів;
- Бурових верстатів;
- Залізничних кранів;
- Тепловозів.